# Roger de Groot
R.T. (Roger) de Groot (Den Haag, 27 april 1966) is een Nederlands politicus en bestuurder. Hij is lid van het CDA. Sinds 1 juni 2021 is hij burgemeester van Noordoostpolder.

## Biografie
De Groot volgde een opleiding weg- en waterbouw aan de mts in Den Haag. Na een stage in Zwolle verhuisde hij naar die stad en was tot december 2007 negentien jaar werkzaam bij de Grontmij als onder andere projectleider. Intussen volgde hij onder andere de hbo-opleidingen milieukunde en management voor het middenkader. In 2006 en 2007 volgde hij de CDA Kaderschool aan het Steenkampinstituut.
In 1990 werd De Groot actief binnen het CDA en CDJA in onder andere Heino en als secretaris van het CDA afdeling Overijssel. Vanaf maart 2006 zat hij in de gemeenteraad van Raalte voor hij er in december 2007 wethouder van financiën, sociale zaken, welzijn, zorg, onderwijs, sport en cultuur werd.
Vanaf 28 april 2012 was De Groot burgemeester van De Wolden. De Groot kwam in de wereldpers toen bekend werd dat een vader en zes kinderen in Ruinerwold zich jarenlang van de buitenwereld hadden geleefd. Sinds 2018 is hij bestuurslid van het NGB met in zijn portefeuille lokaal bestuur. Sinds 1 juni 2021 is de hij burgemeester van Noordoostpolder.
De Groot is getrouwd en heeft drie dochters.
- Gemeinsame Normdatei: 119716376X
- Virtual International Authority File: 5523157162103878980002